# Kanton Itapaya
Der Kanton Itapaya ist ein Gemeindebezirk im Departamento Cochabamba im südamerikanischen Anden-Staat Bolivien.

## Lage im Nahraum
Der Cantón Itapaya ist einer von drei Kantonen in dem Landkreis (bolivianisch: Municipio) Sipe Sipe in der Provinz Quillacollo. Der Kanton liegt im westlichen Teil Boliviens, er grenzt im Norden an den Kanton Sipe Sipe, im Westen an die Provinz Tapacarí, im Südwesten an die Provinz Arque, und im Südosten und Osten an die Provinz Capinota.
Der Kanton erstreckt sich zwischen etwa 17° 28' und 17° 42' südlicher Breite und 66° 18' und 66° 29' westlicher Länge, er misst von Norden nach Süden und von Westen nach Osten jeweils bis zu fünfundzwanzig Kilometer. In dem Kanton gibt es 25 Gemeinden, zentraler Ort ist die Ortschaft Itapaya im westlichen Teil des Kantons mit 744 Einwohnern, größte Ortschaft ist Parotani mit 2434 Einwohnern, die mittlere Höhe des Kantons ist 2900 m.

## Geographie
Der Kanton Itapaya liegt in der bolivianischen Cordillera Central im Übergangsbereich zum bolivianischen Tiefland. Die Region weist ein typisches Tageszeitenklima auf, bei dem die mittleren Temperaturschwankungen im Tagesverlauf deutlicher ausfallen als im Jahresverlauf.
Die mittlere Durchschnittstemperatur der Region liegt bei etwa 20 °C (siehe Klimadiagramm Capinota) und schwankt nur unwesentlich zwischen 16 °C im Juni und Juli und gut 22 °C im November und Dezember. Der Jahresniederschlag beträgt etwa 550 mm und weist eine ausgeprägte Trockenzeit von April bis November mit Monatsniederschlägen von unter 10 mm auf, nur in der Feuchtezeit von Dezember bis März fallen bis zu 140 mm Monatsniederschlag.

## Bevölkerung
Die Einwohnerzahl in dem Kanton ist in den vergangenen beiden Jahrzehnten um etwa ein Drittel angestiegen:
| Jahr | Einwohner | Quelle       |
| ---- | --------- | ------------ |
| 1992 | 4 533     | Volkszählung |
| 2001 | 6 496     | Volkszählung |
| 2012 | 6 380     | Volkszählung |

## Ortschaften im Kanton
- Parotani 2434 Einw.
- Tajra 996 Einw.
- Itapaya 744 Einw.
- Pirque 484 Einw.

## Gliederung
Der Cantón Itapaya untergliedert sich in 21 Subkantone (vicecantones).